# Антверпенский зоопарк
Антверпенский зоопарк (нидерл. Zoo van Antwerpen) — зоопарк в центре Антверпена, расположенный рядом с железнодорожным вокзалом «Антверпен-Центральный». Один из старейших зоопарков в Европе. На 17 июня 2011 года насчитывал около 770 различных видов животных. Общая численность животных составляет более 5 000 особей.

## История
Oткрыт 21 июля 1843 года.

## Основные экспозиции
В зоопарке можно увидеть:
- «Гиппотопия»: репликация болота, в котором содержатся бегемоты, кудрявые пеликаны и малайские тапиры
- «Хати Махал»: помещения для слонов, жирафов и аноа. В 2009 году здесь родился слонёнок Kai-Mook.
- «Страна мороза»: помещения для разных видов пингвинов, каланов и других видов животных, которые живут в холодных районах
- Акваруим
- Здание для рептилий и земноводных: помещения для комодских варанов, нильских крокодилов и уникальной коллекции древолазов
- «Берлога»: здесь находятся носухи и очковые медведи
- «Ноктурама»: помещения для ночных животных. Здесь можно увидеть трубкозуба, двупалого ленивца и мокроносых приматов.
- «Аквафорум»: в этом месте проводятся представления с участием морских львов
- «Храм Мавров»: здесь живут окапи
- «Саванна»: помещения, где находятся африканские буйволы и зебры
- Вольер для сов и хищных птиц
- Помещения для кошачьего рода, в том числе амурских тигров, львов, ягуаров и леопардов
- «Дом приматов»: здесь живут гориллы, шимпанзе, мандрилы, гиббоны и капуцины
- Вольер для разных видов певчих птиц
- «Зимний Сад»: большой ботанический сад, где находятся беспозвоночные
- Помещения для коз
- Помещения для других видов животных

В зоопарке можно также увидеть фламинго, настоящих тюленей, оленей, нутрий, сурикатов, малую панду и много других видов животных.

## Архитектура
В Антверпенском зоопарке находятся исторические здания. В некоторых из них до сих пор размещаются животные.
- Вход зоопарка (1843 год)
- Египетский Храм (1856 год): слоны, жирафы и аноа
- Храм Мавров (1885 год): раньше страусы, сейчас окапи
- Здание для птиц (1948 год)
- Дом приматов (1958 год): был отреставрирован в 1989 году
- Ноктурама (1968 год): здание было отреставрировано в 2006 году
- Здание для рептилий (1973 год): было отреставрировано в 2006—2007 годах
- Зимний Сад (1897 год)
- Зоологический музей (1843 год)

## Международные программы для сохранения генетического многообразия животных
Антверпенский зоопарк всемирно известен как продолжатель рода восьми видов животных — окапи, львиных игрунок, конголезских павлинов, бонобо, горных пак, бурых грифов, мексиканских малых солдатских ара и гвинейских турако. Зоопарк работает над совместными программами сохранения с другими зоопарками мира.